# Sônia Braga

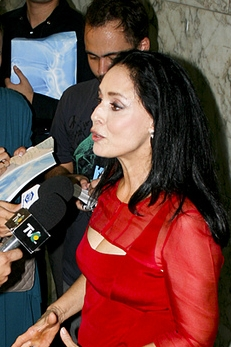
Sônia Braga (2010)

Sônia Maria Campos Braga (anhörenⓘ; * 8. Juni 1950 in Maringá, Paraná) ist eine brasilianische Schauspielerin, die auch mehrfach in internationalen Produktionen auftrat.

## Karriere
Sônia Braga begann ihre Karriere mit 14 Jahren im brasilianischen Fernsehen beim Sender Rede Globo. Ab ihrem 17. Lebensjahr spielte sie im Musical Hair am Theater und mit 19 Jahren in ihrem ersten Film. 1972 wurde sie vor allem Kindern als Lehrerin Ana Maria in der Vila Sésamo (Sesamstraße) bekannt.
Ihren Durchbruch in Brasilien hatte sie mit der Verfilmung von Jorge Amados Roman Gabriela wie Zimt und Nelken als Telenovela im Jahre 1975 – die Fernsehsendung war damals ein Straßenfeger. Sie gilt als eine der bekanntesten brasilianischen Schauspielerinnen seit Carmen Miranda und als Sexsymbol ihrer Generation.
Durch Filme wie Kuß der Spinnenfrau und Milagro – Der Krieg im Bohnenfeld fand Braga auch internationale Beachtung. So spielte sie 1995 in dem zweiteiligen Fernsehfilm Die Bibel – Moses an der Seite von Ben Kingsley die Rolle der Zippora. 2001 trat sie in der Fernsehserie Sex and the City auf, in Alias – Die Agentin hatte sie Gastauftritte als Sophia Vargas bzw. Elena Derevko. In der fünften Staffel von Brothers & Sisters hatte sie ebenfalls einen Gastauftritt als Gabriela Laurent.

## Privates
Braga war mit Robert Redford liiert.
Alice Braga, ihre Nichte, ist ebenfalls Schauspielerin.
Das Magazin Playboy widmete Braga in seiner deutschen Ausgabe vom April 1985 eine freizüge Fotoserie.

## Filmografie (Auswahl)
- 1968: O Bandido da Luz Vermelha
- 1970: A Moreninha
- 1975: Gabriela (Fernsehserie, 135 Folgen)
- 1976: Dona Flor und ihre zwei Ehemänner (Dona Flor e seus Dois Maridos)
- 1977: Die Dame im Bus (A Dama do Lotação)
- 1981: Eu Te Amo
- 1983: Gabriela
- 1985: Kuß der Spinnenfrau (Kiss of the Spider Woman)
- 1986: Die Bill Cosby Show (The Cosby Show, Fernsehserie, 2 Folgen)
- 1987: Escape – Die Flucht (The Man Who Broke 1,000 Chains, Fernsehfilm)
- 1988: Milagro – Der Krieg im Bohnenfeld (The Milagro Beanfield War)
- 1988: Mond über Parador (Moon Over Parador)
- 1990: Rookie – Der Anfänger (The Rookie)
- 1993: Kampfhähne (Roosters)
- 1994: Flammen des Widerstands (The Burning Season, Fernsehfilm)
- 1995: Der letzte Ritt
- 1995: Die Bibel – Moses (Moses, Fernsehfilm)
- 1996: Tieta do Brasil (Tieta do Agreste)
- 1997: Das Glück hat sieben Augen (Money Play$, Fernsehfilm)
- 2000: From Dusk Till Dawn 3 – The Hangman’s Daughter
- 2001: Angel Eyes
- 2001: Sex and the City (Fernsehserie, 3 Folgen)
- 2002: Imperium – Zwei Welten prallen aufeinander (Empire)
- 2003: Testosterone
- 2004: Scene Stealers
- 2005: Che Guevara
- 2005: Ghost Whisperer – Stimmen aus dem Jenseits (Ghost Whisperer, Fernsehserie, Folge 1x11)
- 2006: Sea of Dreams
- 2006: Bordertown
- 2006: The Hottest State
- 2010–2011: Brothers & Sisters (Fernsehserie, 2 Folgen)
- 2014: Royal Pains (Fernsehserie, 4 Folgen)
- 2016: Aquarius
- 2016: Marvel’s Luke Cage (Fernsehserie, 3 Folgen)
- 2017: Wunder (Wonder)
- 2019: Bacurau
- 2020: Das Wunder von Fatima – Moment der Hoffnung (Fatima)
- 2022: Shotgun Wedding – Ein knallhartes Team (Shotgun Wedding)
- 2024: Das erste Omen (The First Omen)